# John Lennon
John Winston Ono Lennon, numele la naștere John Winston Lennon, MBE (n. 9 octombrie 1940, Liverpool, Anglia, Regatul Unit – d. 8 decembrie 1980, New York City, New York, SUA), a fost compozitor, muzician, cântăreț, textier, activist și artist complex englez, unul din fondatorii trupei The Beatles.

## Biografie
Născut și crescut în Liverpool, Lennon a fost implicat în „mania skiffle”, un stil de muzică cu influențe de jazz, blues, folk și country music. Prima lui trupă, numită The Quarrymen, a evoluat în The Beatles în 1960. Pe măsură ce trupa se dezintegra spre sfârșitul deceniului, Lennon s-a implicat într-o carieră solo, în care a produs legendarele sale albume: "John Lennon/Plastic Ono band” și Imagine, și de asemenea cântece renumite precum "Give Peace a Chance” și "Imagine”. John Lennon s-a retras din domeniul muzical în 1975, pentru a fi aproape de familia sa, dar s-a relansat în 1980, cu un album numit Double Fantasy. El a fost ucis la trei săptămâni după lansarea acestuia. 
Lennon era o natură rebelă și avea un spirit acerb în muzica sa, în compozițiile sale, în desenele, în filmele și în interviurile sale, devenind de asemenea controversat din cauza părerilor sale politice. S-a mutat în New York în 1971, unde critica sa asupra războiului din Vietnam l-a determinat pe Richard Nixon la lungi încercări să îl deporteze, în timp ce cântecele sale au fost preluate ca imnuri în mișcarea anti-război.  
Până în 2010, circa 14 milioane de albume ale lui se vânduseră în întreaga lume, iar ca compozitor și interpret a fost de 27 de ori pe locul 1 în US Hot 100. În 2002, BBC l-a votat al optulea din cei mai mari 100 de britanici, iar în 2008 revista Rolling Stone l-a votat al cincilea din cei mai mari cântăreți al tuturor timpurilor. După moartea sa, a fost inclus în Songwriters Hall of Fame (în 1987), și în Rock and Roll Hall of Fame (în 1994).

### 1940–1957 - Copilărie

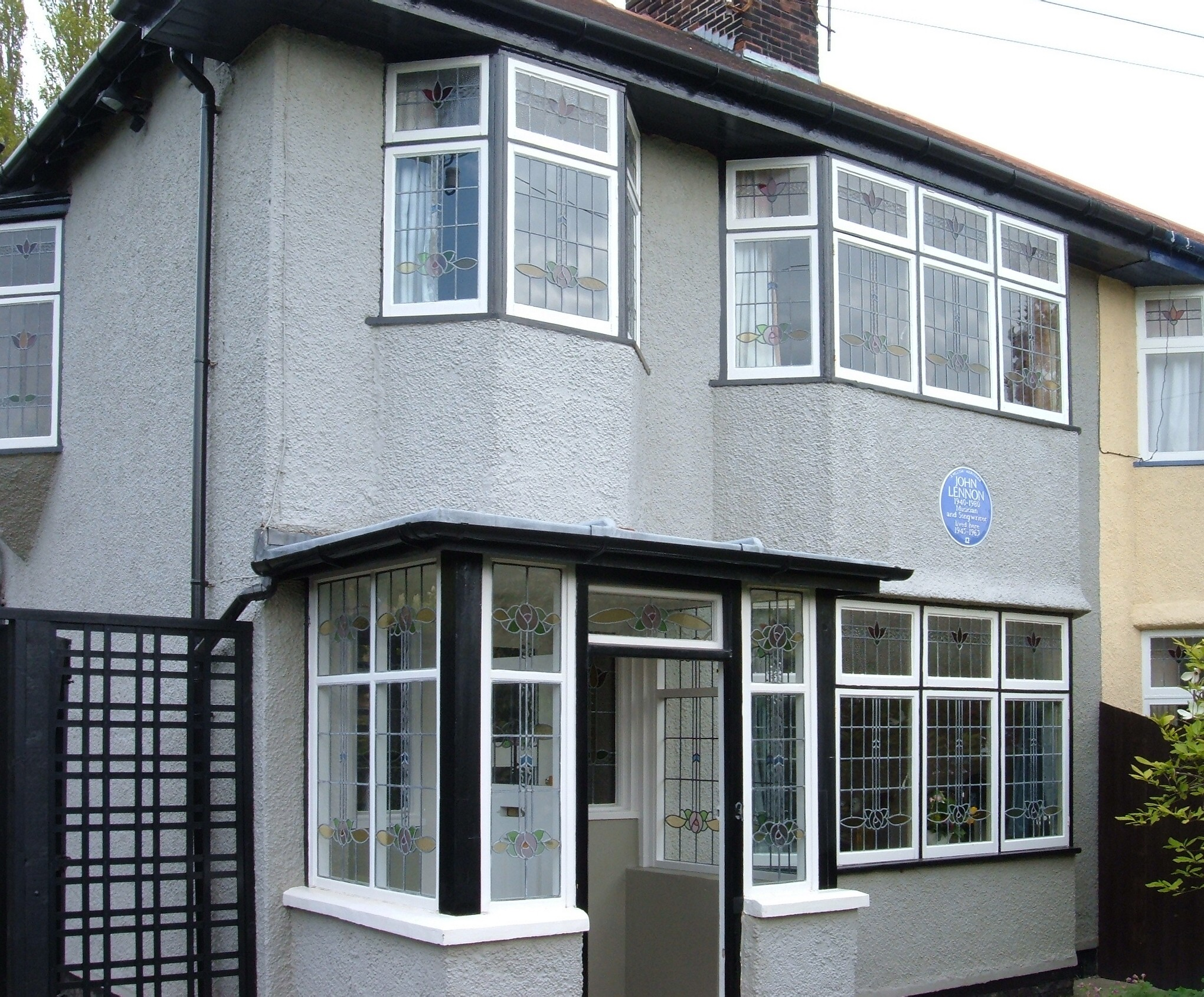
Casa în care a crescut John Lennon, casa lui George și Mimi Smith

Lennon s-a născut în timpul războiului, în Anglia, pe 9 octombrie 1940 la Liverpool Maternity Hospital. El este fiul Juliei și al lui Alfred Lennon, un marinar negustor care a fost departe la momentul nașterii fiului său. Viitorul muzician a fost numit John Winston Lennon după bunicul său, John "Jack" Lennon, și după prim-ministrul Winston Churchill. Tatăl său a fost de multe ori departe de casă, dar a trimis plăți regulate la adresa, Newcastle numărul 9, Liverpool, unde Lennon locuia cu mama sa, dar veniturile s-au terminat atunci când tatăl său nu mai dă semne de viață, din februarie 1944. Când se întoarce acasă șase luni mai târziu, s-a oferit să se întoarcă la familia sa, dar Julia (care era însărcinată cu copilul unui alt bărbat) a respins ideea. După ce sora sa, Mimi Smith, s-a plâns serviciului social Liverpool, Lennon a fost dat în grija acesteia. În iulie 1946, tatăl lui Lennon a vizitat-o pe Mimi Smith și l-a luat pe Lennon, ducându-l la Blackpool, în secret dorind să-l ducă în Noua Zeelandă. Julia l-a urmărit, împreună cu partenerul său de la acea vreme, Bobby Dykins, și în urma unei certe, tatăl l-a pus pe copilul de doar 5 ani să aleagă între ei. John l-a ales de două ori pe tatăl său, dar în timp ce aceasta pleca, copilul a început să plângă și a urmat-o. De atunci aveau să treacă nu mai puțin de 20 de ani până când John îl va întâlni pe tatăl său din nou.
De-a lungul adolescenței și tinereții, John a trăit alături de unchiul și mătușa sa, George și Mimi Smith, care nu aveau copii, la Menlove Avenue, Woolton. Mătușa sa îi cumpără volume cu povestiri scurte, iar unchiul său, lăptar la ferma familiei sale, îi cumpără o muzicuță și îl învăță arta cuvintelor încrucișate. Julia îl vizita pe John regulat, și începând de la 11 ani, o vizitează și el pe mama sa, când ea îi punea să asculte melodii semnate Elvis Presley, și îl învăța să cânte la mandolină „Ain`t That a Shame?” de Fats Domino. 
În 1980 el vorbește despre familia sa și despre natura sa rebelă:
| “ | O parte din mine își dorește să fiu acceptat de toate fațetele societății și să nu fiu considerat un muzician nebun, dar nu pot fi ceea ce nu sunt. Din cauza atitudinii mele, părinții tuturor celorlalți băieți și-au dat seama imediat ce eram: un creator de probleme, un copil care i-ar influența pe ai lor, ceea ce chiar făceam... Ca să fiu sincer, făceam tot ce puteam ca să distrug casele prietenilor, probabil din cauza unei invidii că eu nu aveam o așa-numită casă. Cinci femei îmi constituiau familia. Cinci femei puternice și inteligente. Cinci surori. Acele femei erau fantastice... ele mi-au dat primele educație feminină... Una dintre ele era mama mea, care nu putea, pur și simplu, să aibă de a face cu viața. A avut un soț care a părăsit-o plecând în marină la război, și nu se descurca cu mine. La patru ani și jumătate, am ajuns în grija surorii sale mai în vârstă... Faptul ca eu nu trăiam cu părintii m-a făcut să cred că părintii nu reprezintă niște zei. | ” |

John își vizita regulat verișorul Stanley Parkes, care locuia în Fleetwood. Fiind cu șapte ani mai mare decât Lennon, Parkes îl lua cu el în excursii și la cinematografele locale. În timpul școlii, Parkes îl vizita pe Lennon împreună cu Leila Harvey, o altă verișoară, și mergeau foarte des la Blackpool la spectacole împreună. Ei vizitează teatrul Blackpool Tower, unde îi urmăreau pe artiști precum Dickie Valetine, Arthur Askey, Max Bygraves și Joe Loss,iar Parkes și-a amintit că lui Lennon îi plăcea în mod deosebit George Formby. După ce familia lui Parkes s-a mutat în Scoția, cei trei veri își petreceau adesea vacanțele împreună. Parkes a mai spus: ”John, verișoara Leila și cu mine eram foarte apropiați. Din Edinburgh, trebuia să conducem până la casa familiei din Durness, și toate acestea se petreceau pe când John avea 9 ani până la vârsta de 16 ani. Când John avea 14 ani, unchiul George a murit din cauza unei hemoragii hepatice în 5 iunie 1955 la vârsta de 52 de ani.
Lennon a fost crescut ca un anglican și a mers la școală Dovedale Primary School. Din septembrie 1952 până în 1957, după ce și-a dat examenul de treaptă, a fost înscris la Quarry Bank School în Liverpool, și a fost descris de către Harvey, „Un norocos fericit, comic, bine dispus și plin de viață. [John] a desenat de multe ori desene comice care au apărut în propria revistă Daily Howl. În ciuda talentului său artistic, rapoartele școlare au fost condamnabile. 
Mama sa i-a cumpărat prima chitară în 1956 un ieftin Gallotone acustic campion pentru care ea a "împrumutat” fiului ei cinci lire și zece șilingi cu condiția ca acea chitară să fie trimisă acasă la ea, și nu la Mimi, știind bine că sora ei nu suportă ideea aspirațiilor muzicale ale fiului ei. Mimi fiind sceptică în privința faptului că el ar putea fi faimos cândva, speră să crească plictisit de muzică, zicându-i mereu: Chitariștii sunt toți foarte buni, dar nu vei putea trăi niciodată din asta. În 15 iulie 1958, pe când Lennon avea 17 ani, mama lui, mergând acasă după ce a vizitat familia Smith, a fost lovită de o mașină și ucisă. 
Lennon a picat toate examenele GCO nivelul O, și a fost admis la Liverpool College of Art, numai după ce mătușa și directorul au intervenit. La colegiu, a început să poarte haine Teddy Boy, și și-a format o reputație proastă din cauza întreruperii orelor și ridiculizării profesorilor. Ca urmare, a fost exclus din cercul de pictură, apoi și din cel de artă grafică, și a fost amenințat cu expulzarea pentru comportamentul său, incluzând faptul că o dată, într-o oră de desen, a stat în poala unui model nud. A picat un examen anual, chiar dacă a fost ajutat de către o studentă și viitoare nevastă Cynthia Powell, și a fost expulzat din colegiu înainte ca ultimul său an să se încheie.

## De la The Quarrymen la The Beatles

### 1957–65: Formarea, evadarea comercială și turnee
The Beatles a apărut în urma primei formații a lui John Lennon, The Quarrymen. Numit după Quarry Bank High School, grupul a fost format de către el în septembrie 1956, pe când avea 15 ani, și a început ca și cântăreț de jazz. În vara anului 1957, The Quarrymen a cântat  un „set de cântece spirituale", formate din jazz, și rock and roll. Lennon l-a întâlnit prima oară pe Paul McCartney,iar la cea de-a doua interpretare, având loc în Woolton în grădina  bisericii St. Peter, McCartney a fost solicitat să se alăture trupei.
McCartney spune că mătușa Mimi „era foarte conștientă de faptul că prietenii lui John au fost de clasă socială medie", și îi ocupa timpul atunci când acesta venea în vizită. În conformitate cu fratele lui Paul, Mike , tatăl lui McCartney nu a fost, de asemenea, de acord, declarând că Lennon l-ar duce pe fiul său „în necazuri", deși el mai târziu a permis trupei tinere să  repete în camera din fața și McCartney pe strada Forthlin nr.20. În acest timp, Lennon(18 ani) a scris prima sa melodie, "Hello Little Girl", în Marea Britanie ajungând hit pentru următorii aproape cinci ani.
George Harrison s-a alăturat trupei ca și chitarist, chiar dacă Lennon credea că acesta era prea tânăr pentru a fi în trupă. Așadar, McCartney a organizat o a doua audiție la etajul unui autobuz din Liverpool, când Harrison a interpretat vulgar pentru Lennon. Stuart Sutcliffe, prietenul lui Lennon de la școala de arte, s-a alăturat trupei ca basist mai târziu. Lennon, McCartney, Harrison și Sutcliffe, au format trupa The Beatles în anul 1960. În luna august a aceluiași an, The Beatles au rămas pentru 48 de nopți de rezidență în Hamburg, Germania, și, în disperată nevoie de un toboșar, l-a rugat pe Pete Best să li se alăture. Lennon avea 19 ani, iar mătușa lui, îngrozită atunci când acesta i-a spus despre călătorie, l-a implorat să rămână pentru a-și continua studiile în domeniul artei. După prima rezidență din Hamburg, trupa a acceptat încă una în aprilie 1961, și încă o a treia în aprilie 1962. Ca și restul membrilor trupei, lui Lennon i s-a făcut cunoștință cu Preludin, și a luat droguri regulat, la fel și amfetamină pentru a putea sta treaz de-a lungul nopților.
Brian Epstein, managerul grupului Beatles din 1962, nu a avut experiență în managementul artistic, dar a avut o influență puternică asupra comportamentului lor pe scenă și cod de îmbrăcăminte. Inițial, a rezistat la încercările lui de a încuraja grupul, pentru a prezenta o prezență profesională, dar în cele din urmă, s-a plâns spunând: „Aș purta și un balon dacă cineva m-ar plăti pentru asta”. McCartney a preluat basul după ce Sutcliffe a decis să rămână în Hamburg și toboșarul Ringo Starr l-a înlocuit pe Best, completând grupul în totalitate până în 1970 când acesta s-a schimbat. Primul cântec al grupului a fost „Love me do”. A fost lansat în octombrie 1962 și a ajuns numărul 17 în topurile britanice. Primul album înregistrat s-a numit „Please please me” în 11 februarie 1963, ziua când Lennon a suferit o răceală, ceea ce a fost evident în ultimul cântec înregistrat în acea zi „Twist and shout”. Compozitorii parteneri ai lui Lennon și McCartney au scris 8 din cele 14 melodii cu mici excepții: una fiind acest album însuși, Lennon a trebuit să-și prezinte iubirea pentru a rezista interviurilor. McCartney susține că ceilalți beatlesi îl idolatrizau pe John: „Era ca și micul nostru Elvis și toți ne luam după el. Era cel mai în vârstă și pe post de conducător. Era cel mai rapid și cel mai deștept”.

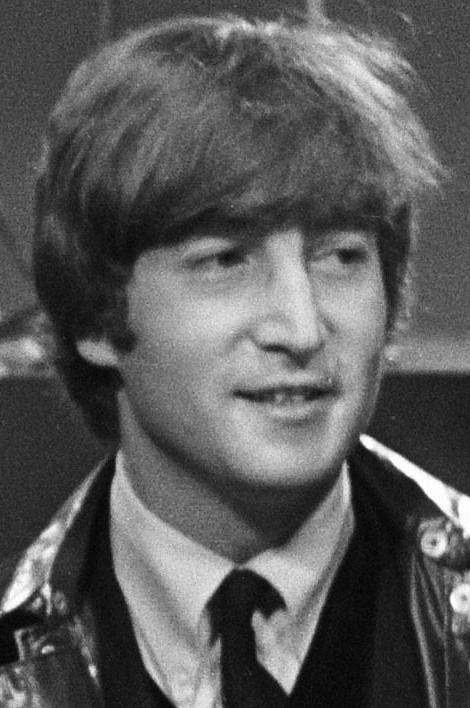
Lennon în 1964

Cel mai mare succes al beatlesilor în UK,a fost la începutul anului 1963. Lennon era în timpul unui turneu când primul lui băiat, Iulian, s-a născut în luna aprilie. În timpul showului de varietăți regal susținut în fata reginei mamă și a celor din palatul regal britanic, Lennon a reușit să creeze distracție în audiență. El susține: „Pentru melodia următoare, vă cer ajutorul. Persoanele care stau pe scaunele cele ieftine, bateți din palme, iar restul bateți din bijuterii.” După un an de Beatlemanie în UK, grupul a debutat, în februarie 1964, în Statele Unite, în showul lui Ed Sullivan, marcând începuturile carierei internaționale. Au urmat timp de doi ani turnee și scrieri de melodii, timp în care Lennon a scris două cărți: „In his own write” și „Spaniard în the works”. Au fost recunoscuți de către britanici în momentul în care au fost desemnați ca membrii ai ordinului Imperiului britanic de către regina Elisabeta, în 1965.

## 1966-1970: Anii de studio, destrămarea formației și cariera solistică

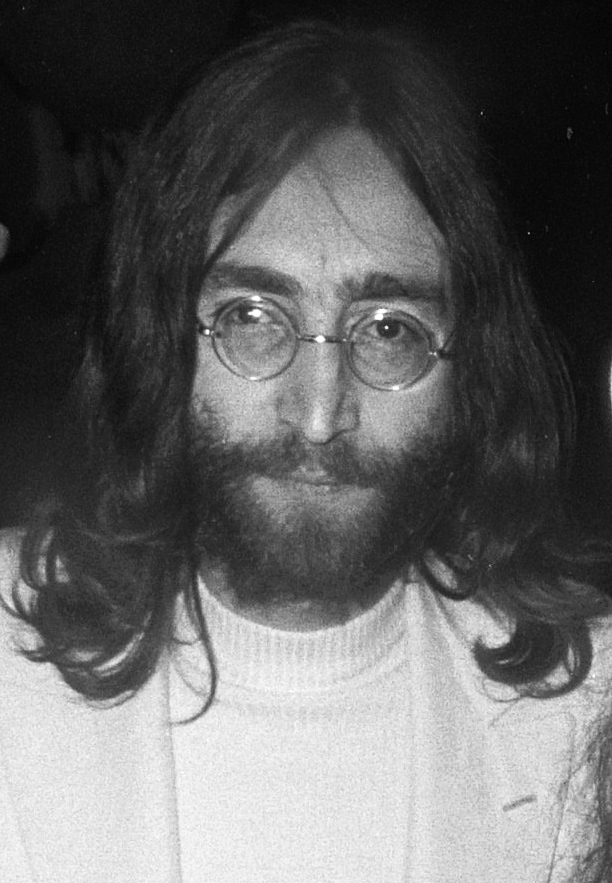
Lennon în 1969

Cea mai mare îngrijorare a lui Lennon era că fanii prezenți la concertele trupei nu puteau să asculte muzica din cauza strigătelor. Ajutorul lui Lennon s-a exprimat prin propriile sentimente în 1965 susținând: ”Am vrut. A fost cântecul meu de strigăt de ajutor. ”Între timp a luat în greutate fiind conștient de această modificare. În ianuarie anul următor, în mod ciudat, a făcut cunoștința cu LSD, cu ocazia unei cine oferite de către un stomatolog, ocazie cu care Harrison și soțiile invitaților au pus în cafea, droguri. În momentul plecării, gazda și-a dat seama de ce substanță au luat sfătuindu-i să nu părăsească casa din cauza efectelor adverse. Câteva luni mai târziu, cu ocazia unui interviu cu un reporter de la Evening Standard numit Maureen Cleave, Lennon a remarcat: ”Creștinismul va cădea. Va scădea și va dispărea. Suntem mai populari decât Iisus-nu știu care va fi mai presus:rock and roll sau creștinitatea? ”Acest comentariu a trecut neobservat în Anglia, dar a creat o mare ofensă în Statele Unite. Rezultatul a fost arderea plăcilor cu Beatles prin activitatea Ku Klux Klan și amenințările la adresa lui Lennon au contribuit la oprirea turneului.  
În 1966, Lennon s-a considerat pierdut și a hotărât părăsirea grupului. De când cu ingerarea de LSD în ianuarie, el a luat în permanență droguri fiind sub influența lor pe o perioadă mai mare de un an, ceea ce a determinat pierderea identității sale. În 1967, a apărut albumul “Sgt. Pepper`s Lonely Hearts Club Band ”care a relevat lirica puternică a lui Lennon comparativ cu cântecele din primii ani.
În august, grupul a fost introdus la Maharishi Mahesh Yogi, grupul efectuând o instrucție de meditație transcedentală într-un seminar din Bangor. În timpul seminarului, Epstein a decedat. Ca atare, Lennon susține ulterior: ”Am știut că vom avea probleme”. Ulterior, ei au călătorit la asramul Maharishi din India unde au compus cele mai multe cântece pentru Beatles și Abbey Road. 
În octombrie 1967, Lennon apare într-un film de lung metraj, o comedie împotriva războiului numită “How I won the war ”.  McCartney a organizat primul proiect al grupului dupa moartea lui Epstein intitulat “Magical mystery” în decembrie 1967. Odată cu plecarea lui Epstein, toți membrii grupului s-au profilat pe activități de bussiness, iar în februarie 1968, au format o corporație multimedia numită Apple Corps. Lennon a susținut acest lucru pentru libertatea artistică în contextul unei structuri de bussiness. Din cauza activității crescute cu drogurile și a preocupării în creștere cu Yoko Ono, plănuind și un mariaj,  a lăsat corporația pe mâinile lui Klein, desemnat ca director executiv. Totuși McCartney nu a semnat niciodată un contract de management.
La sfârșitul anului 1968, Lennon a apărut în filmul The Rolling Stones rock and roll circus ”în rolul unui membru a unei trupe: ”Dirty mac”. Grupul format din Lennon, Eric Clapton, Keith Richards și Mitch Mitchell, de asemenea au cântat în acest film. Lennon și Ono, s-au căsătorit pe 20 martie 1969,  realizând o serie de 14 litografii numite Bag one!reprezentând scene din luna de miere, dar care au fost indecente. Între 1968-1969, Lennon și Ono au înregistrat 3 albume împreună: Unfinished music Number 1: Two Virgins, Unfinished music Number 2:Life with the lions și Wedding Album. În 1969, ei au format grupul Ono, realizând Live peace în Toronto 1969 ”. Ca protest al implicării Marii Britanii în războiul civil nigerian, Lennon returnează medalia de MBE reginei, deși această nu a avut niciun efect asupra statusului lui de NBE. Între 1969-1970,  Lennon a lansat cântecul  ”Give peace a chance ”, ”Cold Turkey ”, ”Instant Karma”.  
Lennon a părăsit grupul Beatles în 1969. El a fost de acord să nu informeze media până când grupul a renegociat contractele de înregistrare. În interviurile ulterioare cu Rolling Stone, și-a revărsat amărăciunea asupra lui McCartney: ”Am fost un prost să nu fac ceea ce făcea Paul, care a fost folosit pentru a fi faimos și pentru a vinde albume. ”El a mai povestit despre ostilitatea membrilor grupului asupra lui Ono și cum el, Harrison și Starr s-au săturat să fie oamenii lui Paul. După moartea lui Brian Epstein, am început să ne certăm. Paul a început să ne conducă și să fie liderul nostru. Dar ce însemna a ne conduce când fiecare dintre noi ajungeam pe rând să fim lideri?

## Cariera solo
După despărțirea trupei The Beatles în 1970, Lennon și Ono au trecut prin terapia primară cu Dr. Arthur Janov în Los Angeles, California. Conceput pentru a elibera durerea emoțională din copilărie, terapia a durat două jumătăți de zile pe săptămână cu Janov timp de patru luni, el a vrut să trateze cuplu pentru mai mult timp, dar ei nu au simțit nevoia de a continua și au revenit la Londra. Emotionalul debut solo al lui Lennon,John Lennon/ Plastic Ono Band(1970) a fost primit cu mare lauda. Criticul Greil Marcus a remarcat,"Vocea lui John se remarca a fi printre cele mai frumoase dintre toate cele rock".Albumul cotinea melodia "Mother", în care Lennon și-a confruntat sentimentele de respingere din copilărie, și Dylanesque "Working Class Hero", un atac amar împotriva sistemului social burghez, care, ca urmare a versurilor "sunteți încă țărani ai dracului", a căzut în mâna operatorilor de radio. În același an,Tariq Ali și-a exprimat opiniile politice revoluționare atunci când a fost intervievat Lennon și l-a inspirat pe cântăreț să scrie "Power to the People".Lennon a devenit de asemenea implicat cu Ali în timpul unui protest împotriva revistei Oz pentru obscenitatea prosupusă. Lennon a denunțat acțiunea ca fiind un  "fascism dezgustător". El și Ono (ca Oz Elastic Band) au lansat single-ul "God Save Us/Do the Oz", și s-au alăturat în sprijinul revistei.

### Weekend-ul pierdut
În timp ce Lennon înregistra Mind Games(1973), el și cu Ono au decis să se separe. Următoarele 18 luni, pe care el le-a denumit ulterior „lost week-end”, le-a petrecut în Los Angeles și în New York în compania lui May Pang. Mind Games, a apărut în Noiembrie 1973. El a contribuit și la „I`m the Greatest”, la albumul lui Starr, Ringo (1973), care a apărut în aceeași lună.
La începutul anlui 1974, Lennon bea extrem de mult și bufoneriile alcoolice cu Harry Nilsson începeau să întreacă măsura. Două incidente extrem de comentate au apărut în clubul The Troubadour în martie, primul în care Lennon și-a lipit un absorbant pe frunte și s-a tachinat cu o chelneriță, iar al doilea incident îl reprezenta pe Lennon două săptămâni mai târziu, când, dat afară din același club, s-a bătut cu The Smothers Brothers. Lennon se decide să producă albumul lui Nilsson, numit Pussy Cats, iar Pang închiriază o casă pe plajă din Los Angeles pentru toți muzicienii, dar după o lună cu asemenea depravare din partea artistului, cu sesiunile de înregistrări în haos, Lennon s-a mutat la New York cu May Pang să-și finalizeze munca la albumul său. În aprilie, Lennon a produs cântecul lui Mick Jagger numit „Too many Cooks” care a rămas, pentru motive care țineau de contracte, nelansat pentru mai mult de 30 de ani.

### Retragerea și revenirea
După nașterea  celui de-al  doilea fiu,Sean,în  data de 9 octombrie 1975, Lennon și-a luat rolul de casnic,începând ceea ce însemna un hiatus de 5 ani în industria muzicală,în această perioadă, acesta acordând toată atenția familiei sale. Timp de o lună, și-a completat contractul obligatoriu pentru EMI/Capitol pentru un nou album, prin  lasanrea Shaved Fish, un album alcătuit dintr-o compilație a unui album și a unor piese precedente. Și-a dedicat timpul pentru Sean, trezindu-se în fiecare zi la 6 am., să-i prepare mâncarea și să petreacă timp cu el. A scris ”Cookin`” („In the kitchen of love”) pentru rotogravure lui Ringo Starr, performând cântece în iunie, care urma să fie ultima lui înregistrare până în 1980. Și-a anunțat în mod formal abandonul din industria muzicală la Tokio în 1977, spunând:” Am decis esențialmente, fără o decizie fantastică, să fim cu bebelușul nostru cât mai mult timp putem, până când va veni timpul să ne investim timpul și în alte activități din afara familiei. În timpul în care a abandonat industria muzicală, a creat o serie de desene, și a publicat o carte care conținea un mix de materiale autobiografice. 
A apărut din nou, după abandonul său în industria muzicală, în octombrie 1980 cu singlelul ”(Just Like) Starting Over”urmat după o lună de albumul „Double Fantasy”, care conținea cântece scrise în timpul unei călătorii la Bermudă, pe o barcă în luna iunie precedentă, care a reflectat ceea ce a făcut Lennon în familia sa.

### 8 decembrie 1980: Moartea

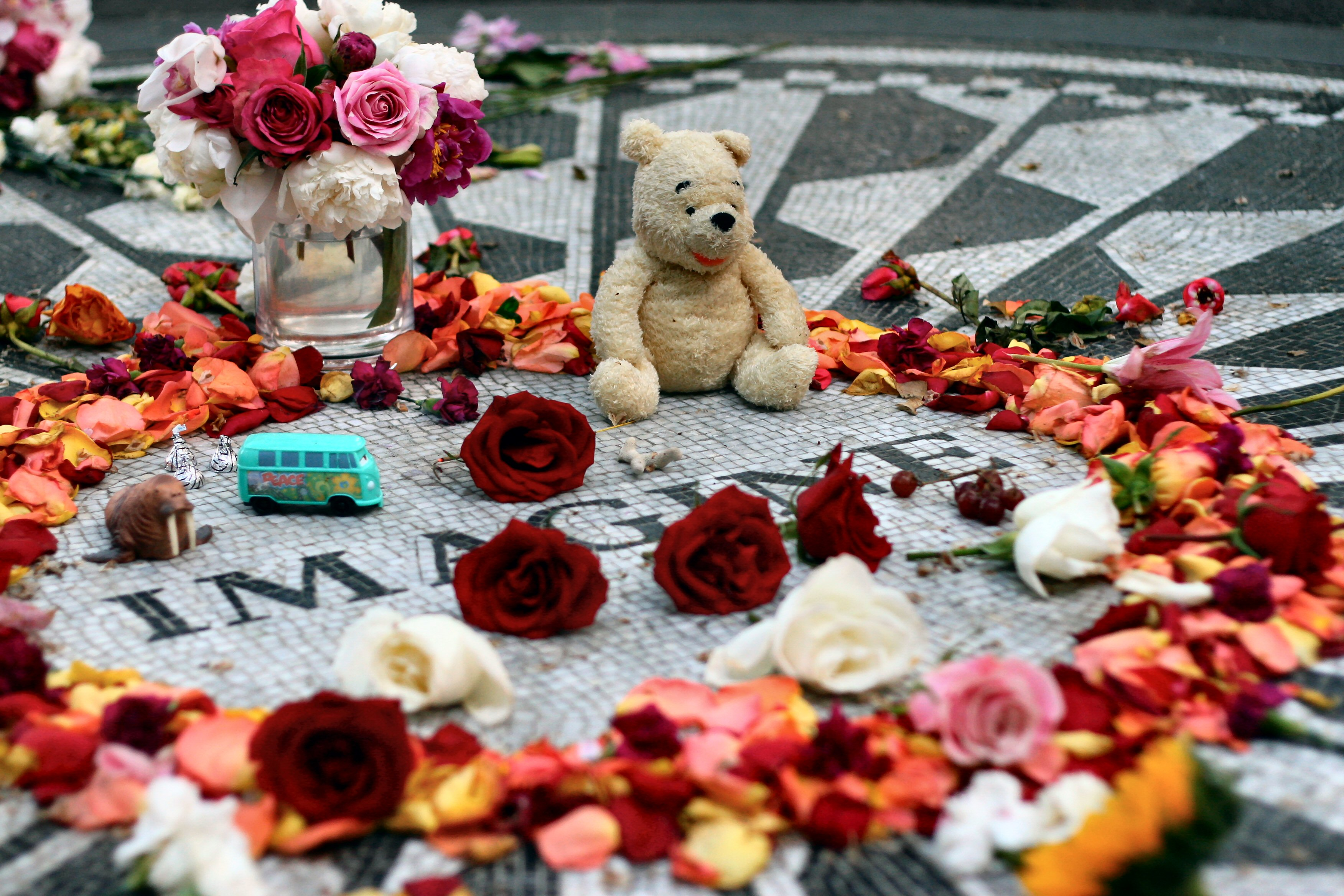
im memoriam John Lennon

Ono a emis o declarație a doua zi, spunând "Nu există nicio înmormântare pentru John," și încheie cu cuvintele, "John a iubit și s-a rugat pentru rasa umană. Dorința mea este ca oamenii să se roage la fel pentru el". Trupul său a fost incinerat la cimitirul Ferncliff în Hartsdale, New York. Ono a risipit cenușa lui în parcul central New York, în cazul în care Strawberry a fost creat mai târziu. Chapman a fost găsit vinovat pentru crimă de gradul al doilea și a fost condamnat la 20 de ani de închisoare. Începând cu anul 2010, el a rămas în închisoare, negând de mai multe ori adevărul.
În jur de ora 10:50 seara, pe 8 decembrie 1980, Lennon și Ono se întorceau acasă, la apartamentul lor din New York, când Mark David Chapman l-a împușcat pe Lennon în spate de patru ori la intrarea în clădire. Lennon a fost dus la Urgențe în apropiere, dar a fost declarat mort la 11:07. Mai devreme în acea seară, Lennon îi dăduse un autograf  lui Chapman. .

## Relații personale

### Cynthia Lennon
Lennon și Cynthia Powell s-au întâlnit în 1959 fiind colegi la Colegiul de Artă Liverpool. Deși era speriată de atitudinea lui Lennon, a auzit că el a fost obsedat de actrița franceză Brigitte Bardot, iar astfel și-a vopsit părul blond.  Lennon a invitat-o în oraș, dar atunci când ea i-a spus că era logodită, el a răspuns, "Te-am întrebat dracului dacă vrei să te căsătorești cu mine?". Ea de multe ori l-a însoțit la concerte Quarrymen și a călătorit la Hamburg cu prietena lui McCartney atunci când era momentul să-l viziteze. 
Lennon, gelos prin natura lui, în cele din urmă a îngrozit-o pe Powell cu furia și violența sa fizică.  Lennon mai târziu a spus că până când s-a întâlnit cu Ono, nu a pus niciodată la îndoială atitudinea lui șovină față de femei. „Am fost crud cu femeia mea, și fizic, cu orice femeie am fost, un lunetist. Nu am putut să mă exprim și o loveam”.  
Reamintindu-și reacția lui în iulie 1962 atunci când aflase că Cynthia era însărcinată, Lennon a spus, "Nu există decât un singur lucru de făcut. Va trebui să ne căsătorim." Cuplul s-a căsătorit pe 23 august, la Oficiul Registrului Mount Pleasant în Liverpool. Căsătoria sa începând la fel ca Beatlemania  din Marea Britanie. El a interpretat în seara  nunții sale. Fiindu-i frică de reacția publicului, Epstein i-a sugerat lui Lennon să țină căsătoria și nașterea primului copil, Julian, în secret. Julian s-a născut în 8 aprilie 1963. Lennon era în turneu și nu și-a văzut copilul decât peste trei zile de la naștere.

### Julian Lennon
Primul fiu al lui Lennon, Julian, s-a născut atunci când angajamentele față de The Beatles s-au intensificat datorită creșterii beatle-maniei, în timpul căsniciei sale cu Cynthia. Lennon era în turneu cu The Beatles atunci când fiul său, Julian s-a născut în 8 aprilie 1963. Nașterea lui Julian, precum și căsătoria dintre cei doi: Cynthia și John, a fost ținută în secret pentru că Epstein era convins că așa o știre ar micșora succesul trupei. Julian își aduce aminte cum după vreo patru ani, fiind copil mic în Weybridge. Mă duceam către casă de la școală și țineam o pictură de a mea. Era un buchet de stele a fetei ăsteia pe care o întâlnisem la școală. Și tata a spus: ”Ce e asta? ”Eu i-am răspuns: ”Este Lucy cu diamante, în cer. Lennon a utilizat asta pentru a denumi un cântec Beatles, a fost descoperit mai târziu acest lucru, derivându-se de la ințialele LSD, Lennon a insistat: ”Nu este un cântec acid. ”McCarteny i-a explicat lui Lennon că Julian a propus inocent acest nume. Lennon a devenit distant față de Julian,care s-a simțit mai aproape de McCartney decât de tatăl său. În timpul unei călătorii cu mașină în drumul său spre Cynthia și Julian (în timpul divorțului lui Lennon), McCartney a compus un cântec: ”Hey Jules” pentru a-l înveseli pe Julian. Urma să fie cântec The Beatles că Hey Jude”. Lennon a spus: ”Acesta este cel mai bun cântec. A început că fiind un cântec adresat fiului meu, Julian dar s-a transformat în Hey Jude. Am crezut mereu că este despre mine și despre Yoko dar el a spus că nu era.
Relația lui Lennon cu Julian era deja încordată și după ce Lennon și Ono s-au mutat la New York în 1971, Julian nu și-a mai văzut tatăl până în 1973. Prin încurajările lui Pang,s-a aranjat pentru Julian și mama lui să-l viziteze pe Lennon în Los Angeles unde au vizitat Disneyland. Julian a început să-și viziteze tatăl în mod regulat, și Lennon i-a dat partea de tobe într-un cântec. I-a cumpărat lui Julian o chitară Gibson Les Paul și alte instrumente încurajându-l în direcția muzicală arătându-i tehnica cântării la chitară. Julian își amintește de perioada petrecută în New York cu tatăl său ca fiind o perioadă cu multă distracție,râsete și voie bună. Într-un interviu de la Playboy cu David Sheff, puțin înainte de moartea lui Lennon, acesta a spus: ”Sean a fost un copil planificat și de aici apare diferența. Nu-l iubesc pe Julian mai puțin decât pe celălalt copil. El este totuși băiatul meu, chiar dacă a apărut dintr-o sticlă de whisky sau pentru că în acea zi nu au existat pilule anticoncepționale. El este aici, îmi aparține și întotdeauna așa va fi. ”A mai spus că a încercat să restabilească o conexiune cu fiul lui în vârstă de 17 ani și a mai spus: ”Julian și cu mine vom avea o relație în viitor.”
După moartea lui, s-a demonstrat că i-a lăsat lui Julian foarte puțin în testamentul său.

### Yoko Ono

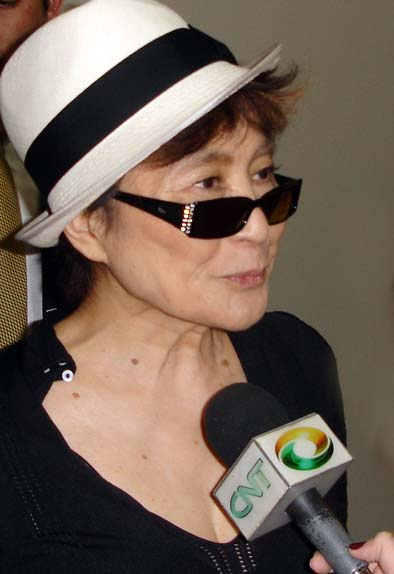
Yoko Ono

Există două versiuni despre cum a cunoscut-o Lennon pe Ono. Prima dintre ele, atestă că pe data de 9 noiembrie 1966 Lennon a mers La Indica Gallery în Londra, unde Ono se pregătea pentru expoziția sa conceptuală de artă, iar celor doi li s-a făcut cunoștință de către deținătorul galeriei, John Dunbar. Lennon a fost intrigat de creația lui Ono, numită Bate Un Cui: clientii băteau un cui într-o bucată de lemn, astfel creând opera de artă. Deși expoziția de artă nu începuse să se desfășoare încă, Lennon a ținut să bată un cui în bucata de lemn, Dar Yoko Ono l-a oprit. Dunbar a întrebat-o: " Știi cine este acesta? El este un milionar! Ar putea să o cumpere.” Ono nu auzise de The Beatles, dar s-a înduplecat, ea cerându-i cinci silingi, căruia Lennon îi răspunde: ”Îți voi da cinci șilingi imaginari, și voi bate un cui imaginar.” A doua versiune atestă că, în 1965, la spusele lui McCartney, Ono era în Londra, redactând reușitele muzicale pentru o carte la care lucra John Cage, numită Notations. McCartney a refuzat să-i dea orice manuscripte pentru carte, sugerând că Lennon s-ar putea să dorească. Când aceasta l-a întrebat, el i-a dat lui Ono versurile scrise de mână pentru " The Word”.
Ono a începe să îl sune pe Lennon acasă, iar când soția acestuia îi cerea o explicație, el spunea că Ono voia doar să obțină bani pentru publicația sa. În mai 1968, în timp ce soția lui era în vacanță în Grecia, Lennon o invită pe Ono în vizită. Ei petrec noaptea înregistrând ceea ce urma să fie albumul Two Virgins, după care,spune el, au făcut dragoste până dimineața. Când soția acestuia vine acasă, o găsește pe Yoko în halatul său de baie, bând ceaiul împreună cu John. Ono devine gravidă în 1968, dar avortează copilul pe care ei l-au numit John Ono Lennon al II-lea, pe 21 noiembrie 1968, câteva luni după ce divorțul lui Lennon de Cynthia a fost acceptat.

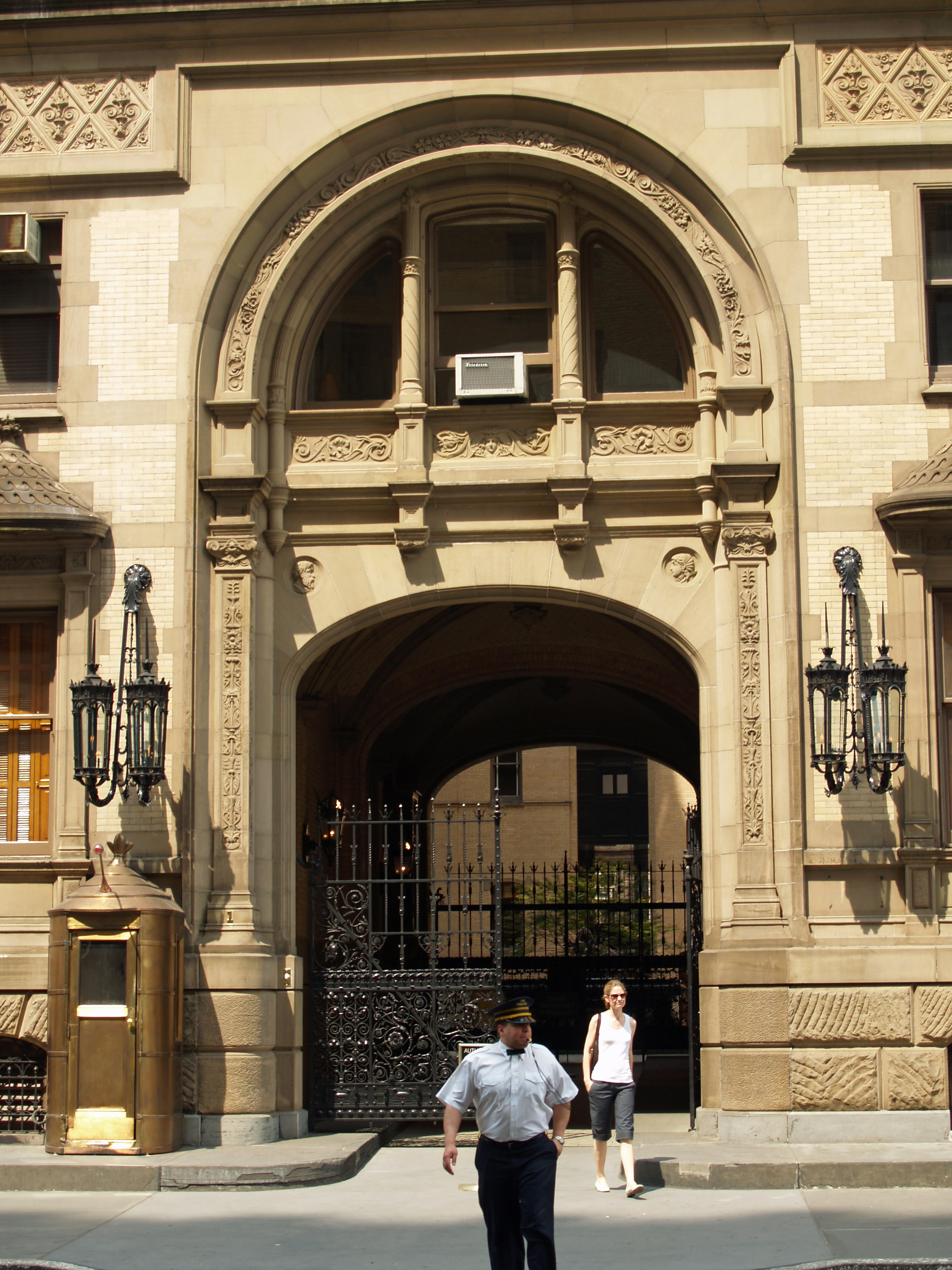
Intrarea reședinței Dakota

În timpul ultimilor doi ani în The Beatles, el și Ono au început proteste publice împotriva războiului din Vietnam. Cei doi s-au căsătorit în Gibraltar pe 20 martie 1969, și și-au petrecut luna de miere în Amsterdam, susținând pacea. Ei au plănuit încă un "atac” în Statele Unite, dar intrarea le-a fost interzisă, așa că au ținut unul în Monteal, la hotelul Queen Elizabeth, unde au înregistrat "Give  Peace a Chance” (Dă Păcii o Șansă). De asemenea, ei au combinat pledoaria cu arta de performanță, creând "Bagism”-ul, care a fost introdus publicului pima dată la conferința de presă din Viena. Lennon a detaliat această perioadă în cântecul semnat The Beatles numit "The Ballad of John and Yoko” (Balada lui John și Yoko). Lennon și-a schimbat numele pe 22 aprilie 1969, adăugând "Ono” la numele său. Deși a folosit numele John Ono Lennon după aceea, actele oficiale îl numeau John Winston Ono Lennon, deoarece nu îi era permis să își schimbe numele de naștere. După ce Ono a suferit un accident de mașină, Lennon a aranjat ca un pat imens să-i fie adus în studio, unde acesta lucra la ultimul album The Beatles, "Abbey Road”. Pentru a scăpa de ironia despărțirii trupei, Ono a sugerat să se mute la New York, mutare care au făcut-o pe 31 august 1971. La început au locuit la St. Regis Hotel, pe 5th Avenue, la numărul East 55th, după care s-au mutat într-un bloc, pe 105 Bank Street, Greenwich Village, pe 16 octombrie 1971. După ce au fost jefuiți, ei s-au îndreptat către Dakota pe 1 West 72nd Street, în mai 1973.
După spusele autorului Albert Goldman, Ono era considerată de Lennon ca fiind o “ființă aproape magică”, care ar fi putut să-i rezolve toate problemele, dar "asta era o mare iluzie”, iar ea începe să îl înșele. În final, scrie Goldman, "Ono și Lennon erau epuizați de ani, de droguri grele, muncă, căderi emoționale și diete bizare.” După separarea celor doi, fără să mai colaboreze ca o echipă, ei au comunicat constant, fără să mai poată trăi împreună, dar nici unul fără altul.

### May Pang

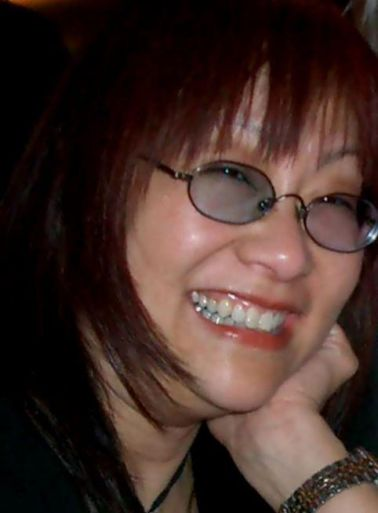
May Peng (2002)

May Pang a fost recrutată ca recepționeră în 1969, la ABKCO Industries format în 1968 de Allen Klein, că o companie de acoperire la ABKCo Records. În timpul unui proiect cu ABKCO, Lennon și Ono au cunoscut-o pe May în anul următor, devenind asistenta personală a lor. După ce au lucrat trei ani împreună, Ono i s-a confesat că relația ei cu Lennon este rece. Ono i-a sugerat lui Pang să înceapă o relație fizică cu Lennon, spunandu-i: ”Te place foarte mult". Pang a rămas înmărmurita la propunerea lui Ono și a acceptat să devină companioană lui Lennon. În curând, perechea s-a mutat în California pe o perioadă de 18 luni, numită "The lost weekend”. În Los Angeles, Pang l-a încurajat pe Lennon să-l vadă regulat pe Julian cu care nu se mai întâlnise de doi ani. De asemenea, și-a îmbunătățit relațiile cu Starr, McCartney și cu Harry Nilsson. Odată cu mutarea la New York, au realizat o cameră în apartamentul nou închiriat pentru Julian. Lennon a început să restabilească contacte cu alte rude și prieteni. Până în decembrie, el și Pang s-au gândit la închirierea unei case și a refuzat convorbirile telefonice cu Ono. În ianuarie 1975, el a acceptat să se întâlnească cu Ono, nu s-a întors acasă și nici nu a sunat-o pe Pang în acea zi. Când Pang a sunat în ziua următoare, Ono i-a transmis că Lennon nu este disponibil, fiind epuizat după o sesiune de hipnoterapie. Două zile mai târziu, el a reapărut la o programare la dentist, fiind foarte confuz, ca și când ar fi avut o spălare de creier. I-a mărturisit lui Pang, că separația de Ono s-a terminat, deși Ono i-ar fi permis să continue să o întâlnească ca pe amanta sa. 

### Sean Lennon
Cand Lennon și Ono s-au reîntâlnit, ea a rămas gravidă, dar a încercat de trei ori să facă avort. Ea a acceptat să păstreze copilul cu condiția ca Lennon să devină casnic, ceea ce el a făcut. Sean s-a născut pe 9 octombrie 1975, de aniversarea lui John de 35 de ani. De la nașterea fiului său, John va lua o pauză în carieră timp de 5 ani. El a angajat un fotograf care îi făcea poze micuțului în primul său an, și a creat numeroase desene cu el.

### Membrii trupei The Beatles

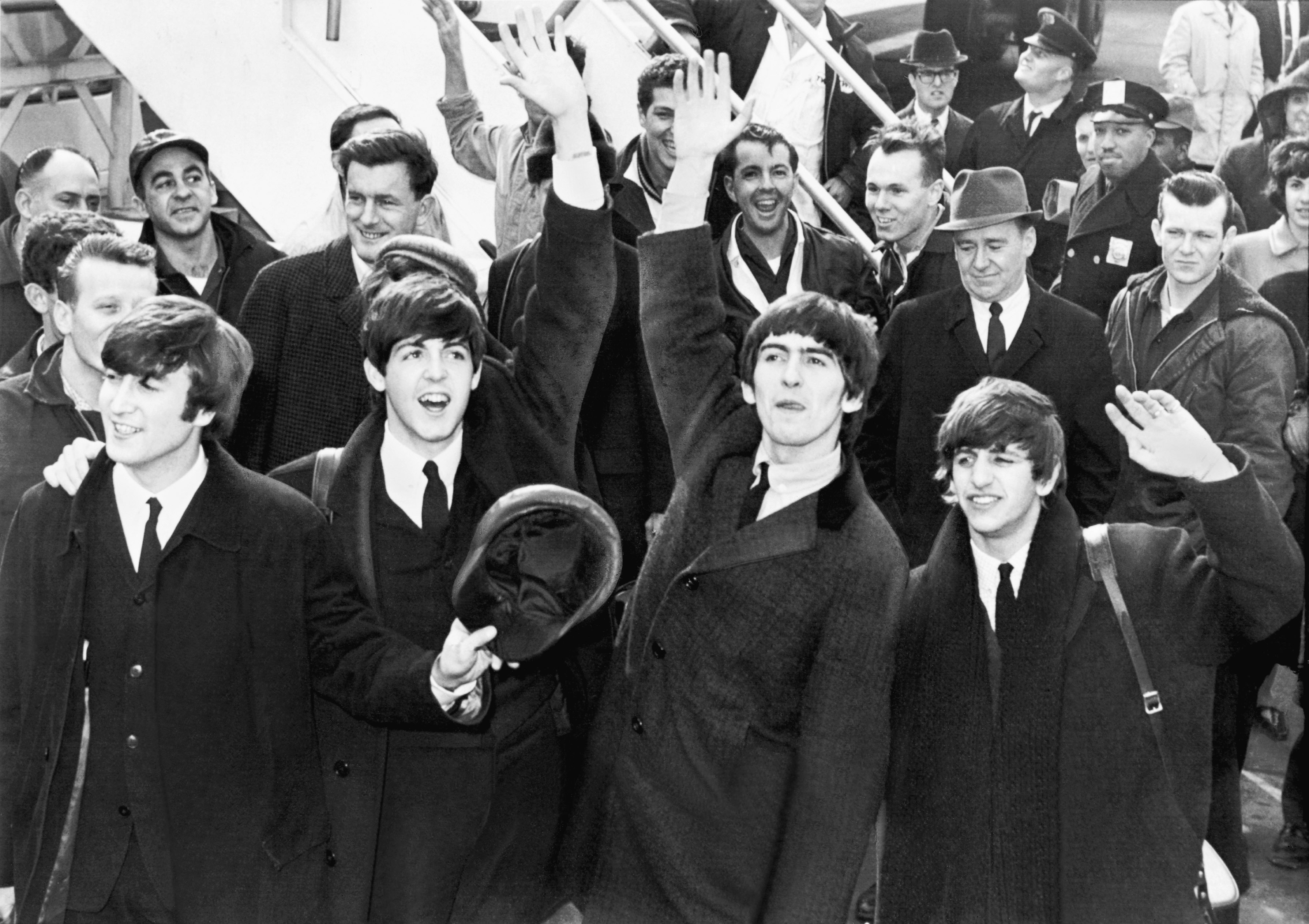
Membrii trupei The Beatles in 1964

În timp ce prietenia lui Lennon cu Starr a rămas bună și după despărțirea trupei în 1970, prietenia acestuia cu McCartney și Harrison varia. El a fost apropiat de Harrison la început, dar cei doi au luat-o pe căi diferite după mutarea lui John în America. Când Harrison a mers la New York în decembrie 1974 pentru turneul Dark Horse, Lennona a acceptat să intre cu el pe scenă, dar nu apare, cei doi având o ceartă când lui Lennon îi este cerut să semneze despărțirea definitivă a trupei The Beatles. Harrison l-a înfuriat pe Lennon în 1980 când el publică o autobiografie în care apare și John Lennon, dar doar puțin."Am fost foarte rănit!. Influența mea asupra vieții sale a fost nulă. El își amintește fiecare chitarist pe care l-a întâlnit în anii ulteriori. Eu nu sunt în carte.” 
Cele mai intense sentimente erau rezervate pentru Paul McCartney. În scopul de a-l ataca prin versurile "How do you sleep?” (Cum poți să dormi?), Lennon și McCartney s-au certat trei ani la rând după despărțirea trupei. Cei doi au încercat mai târziu să refacă apropiata prietenie pe care o cunoscuseră odată, iar 1974 au cântat împreună, înainte să se certe din nou. Lennon a spus că în timpul ultimei vizite a lui McCartney în 1976, ei au urmatit un episod din Saturday Night Live, în care Lorne Michaels a oferit o sumă de 3000 de dolari pentru a reuni trupa The Beatles în emisiune. Cei doi s-au hotărât să meargă la studio pentru a face o apariție sub formă de glumă, pentru a lua banii, dar erau mult prea obosiți. Lennon își expune sentimentele față de McCartney într-un interviu, cu trei zile înaintea morții sale "În toată carieră mea, am selectat doar două persoane cu care să lucrez: Paul McCartney și Yoko Ono... Nu am făcut alegeri proaste.”
Împreună cu înstrăinarea de McCartney, Lennon a simțit întotdeauna o competitivitate muzicală cu el, și a ținut cont de muzica lui. În timpul celor cinci ani de pauză în carieră, el era pus în planul al doilea, în timp ce Paul McCartney  producea ceea ce Lennon îl vedea ca pe un produs. Când McCartney a lansat "Coming Up” în 1980, anul în care Lennon s-a întors la studio și ultimul din viața sa, el a luat aviz. "Mă scoate din minți!” spune el, în glumă, deoarece nu-și putea scoate melodia din cap. În același an el este întrebat dacă membrii trupei sunt dușmani sau cei mai buni prieteni, el spune că nu sunt nici una, nici alta, și că nu i-a văzut pe mulți dintre ei de mult timp. El mai spune, de altfel: "Eu încă vă iubesc, băieți! The Beatles nu mai sunt, dar John, Paul, George și Ringo merg înainte.”

## Activitate politică

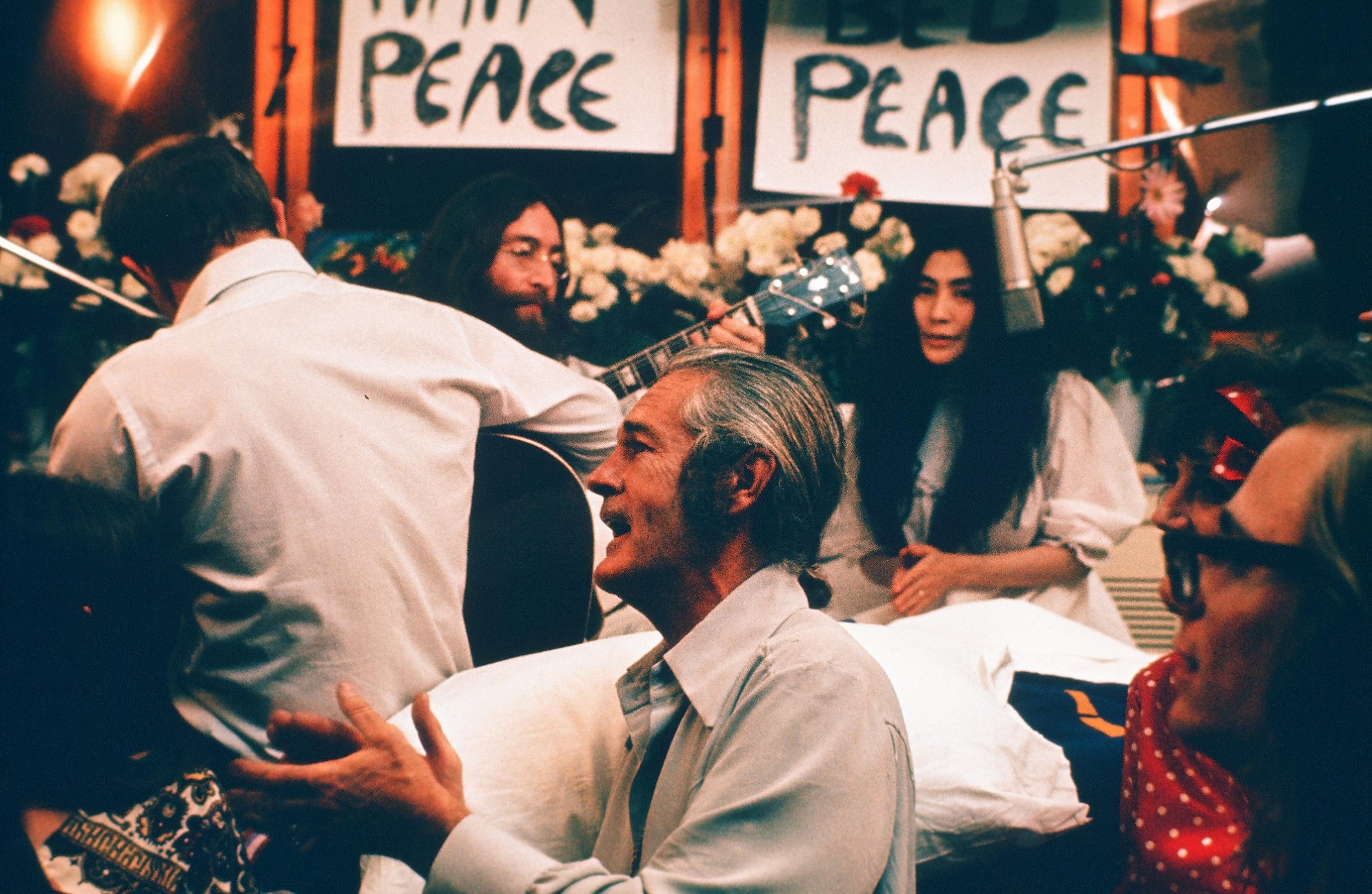

Lennon și Ono au folosit luna lor de miere pentru ce au numit ei "A Bed-In for Peace” (defensivă păcii)la hotelul Hilton din Amsterdam. Evenimentul ce s-a defașurat în martie 1969 a atras batjocorirea în partea mass-mediei mondiale. La al doilea "A Bed-în for Peace” care a avut lor la Hotelul Queen Elizabeth din Montreal, Lennon a scris și a înregistrat "Give Peace a Chance”. Lansat ca un single, a fost foarte rapid marcat că imnul împotrivă războiului, și a ajuns să fie cântat de un sfert de milion de demonstranți, împotrivă războiului din Vietnam, în Washington DC, pe 15 octombrie. 
Mai târziu în acel an, Lennon și Ono au ajutat familia lui James Hanratty, care a fost spânzurat pentru omor în 1962, pentru a-i dovedi inocența. Cei care îl condamnaseră pe Hanratty erau, după părerea lui Lennon, “aceiași oameni care fug spre Africa de Sud și omoară oameni de culoare în stradă...Aceiași oameni sunt la putere, aceiași oameni controlează totul.” În Londra, Lennon și Ono au aranjat un marș cu postere pe care scria “Regatul Unit l-a omorât pe Hanratty”, marș care a produs un documentar de 40 de minute pe acest caz.

### Încercarea de deportare
După impactul celor două cântece anti-război, "Give Peace a Chance” și "Happy Xmas (War is Over)”, administrația Nixon, care auzea zvonuri cum că Lennon avea de gând să țină un concert la San Diego, în același timp cu Convenția Republicană Națională, a încercat să îl deporteze. Nixon credea că activitatea anti-război a lui Lennon putea să îl coste realegerea. Senatorul republican Strom Thurmond, sugerează în 1972 că deportarea ar putea fi o măsură bună. Luna următoare, serviciul american de Imigrare și naturalizare începe procedeele de deportare, motivul aparent fiind că deținerea de cannabis îl făcea ineligibl pentru accesul în Statele Unite ale Americii. Lennon și-a petrecut următorii 3 ani și jumătate în sute de audieri pentru procesul de deportare, până pe 8 octombrie 1975, când curtea de apel a exclus deportarea, spunând că: "... curtea de apel nu va scuza selectiv deportarea bazată pe secrete politice.” În timp ce bătălia legală continuă, Lennon se prezintă la emisiuni de televiziune. Lennon și Ono au găzduit "Mike Douglas Show” pentru o săptămână în 1972, având invitați precum Jerry Rubin sau Bobby Seale. În 1972, Bob Dylan a scris o scrisoare către serviciul de imigrare și naturalizare spunând: 
John și Yoko adaugă o voce și un drum așa-zisei instituții de artă a țării. Ei au inspirat și stimulat și pe alții, doar pentru a-i ajută, și făcând asta au pus capăt acestui sec gust de comerț meschin. Bravo pentru John și Yoko. Lasă-ții să stea aici și să respire. Țara asta are destul loc pentru toți. Lăsa-ții pe John și Yoko să stea!”
Pe 23 martie 1973, lui Lennon îi este ordonat să părăsească America în 60 de zile. În acest timp, lui Ono i s-a acordat rezidența completă. Ca răspuns, Lenno și Ono au ținut un discurs pe 1 aprilie 1973, unde au anunțat formarea statului Nutopia; un loc fără pământ, fără frontiere, fără pașapoarte, doar oameni. Conferința de presă a fost filmată. Implicarea lui Nixon în scandalul politic a ieșit la lumină, iar în iunie Watergate au început audierile în Washington DC. Acestea duc la abdicarea președintelui, 14 luni mai târziu. Succesorul lui Nixon, Gerald Ford, a arătat foarte puțin interes în lupta împotriva lui Lennon, iar decizia de deportare a fost ridicată în 1975. Anul următor, Lennon primește Cardul Verde, certificând rezidența permanentă, iar când Jimmy Carter a fost inaugurat ca președinte în ianuarie 1977, Lennon și Ono au participat la bal.

## Scrierile și arta
Biograful lui Lennon Bill Harry scrie că Lennon a început să deseneze la o vârstă fragedă, la îndemnul unchiului său. El a adunat poveștile, poeziile, benzile desenate și caricaturile în revista școlii Quarry Bank High School, pe care a numit-o Daily Howl. Scrierile erau adesea satirice, și de-a lungul paginilor, totul era un joc de cuvinte. Bill Turner, coleg de clasă, spune că Lennon a creat Daily Howl pentru a-și amuza cel mai bun prieten, și mai târziu colegul de formație în The Quarrymen, pete Shotton, căruia i-ar fi arătat toată munca sa înaintea oricui. Turner descrie cum una din benzile desenate a lui John descria o stație de autobuz, deasupra căreia stătea scris “De ce?”. Deasupra era o clătită, iar lângă autobuz, un om orb, care purta ochelari de soare, cu un câine, care purta și el ochelari de soare.
Dragostea lui John Lennon pentru jocurile de cuvinte a găsit o audiență mai mare pe vremea când avea 24 de ani. Bill Harry scrie ca in his own write (1964) a fost publicată după ce un jurnalist care se ținea de trupa The Beatles l-a convins să îi arate lucrările sale. El i-a spus să scrie o carte. Precum Daily Howl, și aceasta carte conținea scurte povestiri, poeziii, piese de teatru și desene. Una dintre povești, numită “Nigel, Câine Bun”, întruchipează un câine fericit, care își marchează teritoriul pe un felinar, latră și dă din coadă, până aude un mesaj, că va fi omorât la ora trei. Lennon nu a fost numai surprins de succesul cărții, ci și ce faptul că această carte a fost analizată, și luată în serios.
In His Own Write a format baza piesei de teatru “The John Lennon Play: In His Own Write”, adaptată de Victor Spinetti și Adrenne Kennedy. După negocierile dintre Spinetti și directorul artistic al Teatrului Național, Sir Laurence Olivier, piesa de teatru a fost lansată la Old Vic in 1968. Lennon și Ono au fost prezenți la deschidere, aceasta fiind a doua lor ieșire în public. După moartea lui John, mai multe povești au fost publicate, incluzând “Skywriting by Word of Mouth (1986)” , “Real love: Desenele pentru Sean (1999)”, “Ai: Japonia prin ochii lui John Lennon”.

## Competența muzicală

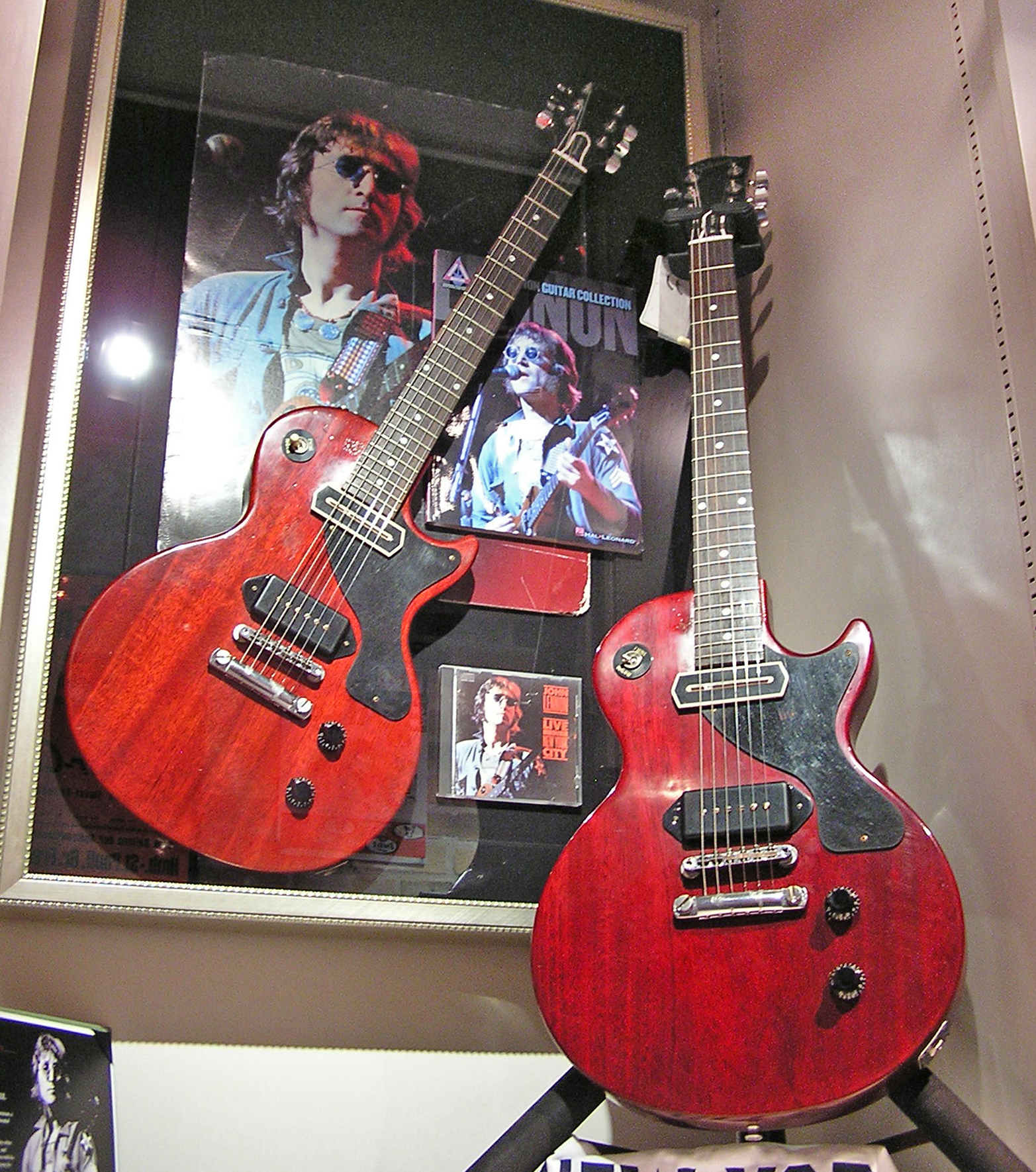
Les Paul Jr. Al lui Lennon

În timp ce Lennon călătorea, în copilărie, pe autobuz cântând la un instrument muzical de suflat, cântecul său a captat atenția șoferului, care, impresionat, i-a spus că dacă va veni următoarea zi la Edinburgh, îi va da o muzicuță pe care un pasager o uitase din întâmplare în autobuz. Muzicuța a înlocuit rapid jucăria lui John. Mai târziu, el continuă să cânte la muzicuță, iar mama sa îl învață să cânte la banjo, iar mai târziu îi cumpără o chitară acustică. La 16 ani, el începe să cânte la chitara ritmică, în trupa The Quarrymen, iar pe măsură ce cariera îi progresa, el a cântat la o varietate de chitare electrice. Ocazional, el cânta la bas, și de asemenea și la pian, la care a compus multe cântece precum „Imagine”, melodie cunoscută ca cea mai bună piesă solo.Cântând împreună cu McCartney la pian a dus la o piesa care ajunge numărul 1 în topuri: „I Want To Hold Your Hand” (Vreau Să Te Țin De Mână). În 1964 John devine primul muzician britanic care achiziționează o claviatură Mellotron.

### Stil vocal
Când Lennon înregistra „Twist and Shout”, vocea sa, deja compromisă de o răceală, era epuizată. Lennon spune ca „Nu puteam să cânt acel cântec, doar țipam.” Managerul The Beatles, George Martin, povestește cum „Lennon avea o repulsie înnăscută pentru propria-i voce, ceea ce nu am putut niciodată să înțeleg. Îmi spunea: <<Fă ceva cu vocea mea!... Pune ceva pe ea!... Fă-o diferită>>”. Martin s-a supus, uneori folosind tehnica pentru a-i modifica vocea.
Cum era The Beatles s-a transformat în cariera solo a lui John Lennon, vocea lui a găsit o extindere a expresivității. Biograful Chris Gregory scrie ca Lennon era “tentat sa înceapă sa își expună insecuritatea într-un număr de balade confesionale”. David Stuart Ryan observa ceea ce livrează vocea artistului: vulnerabilitate extremă, sensibilitate și chiar naivitate.

## Moștenire

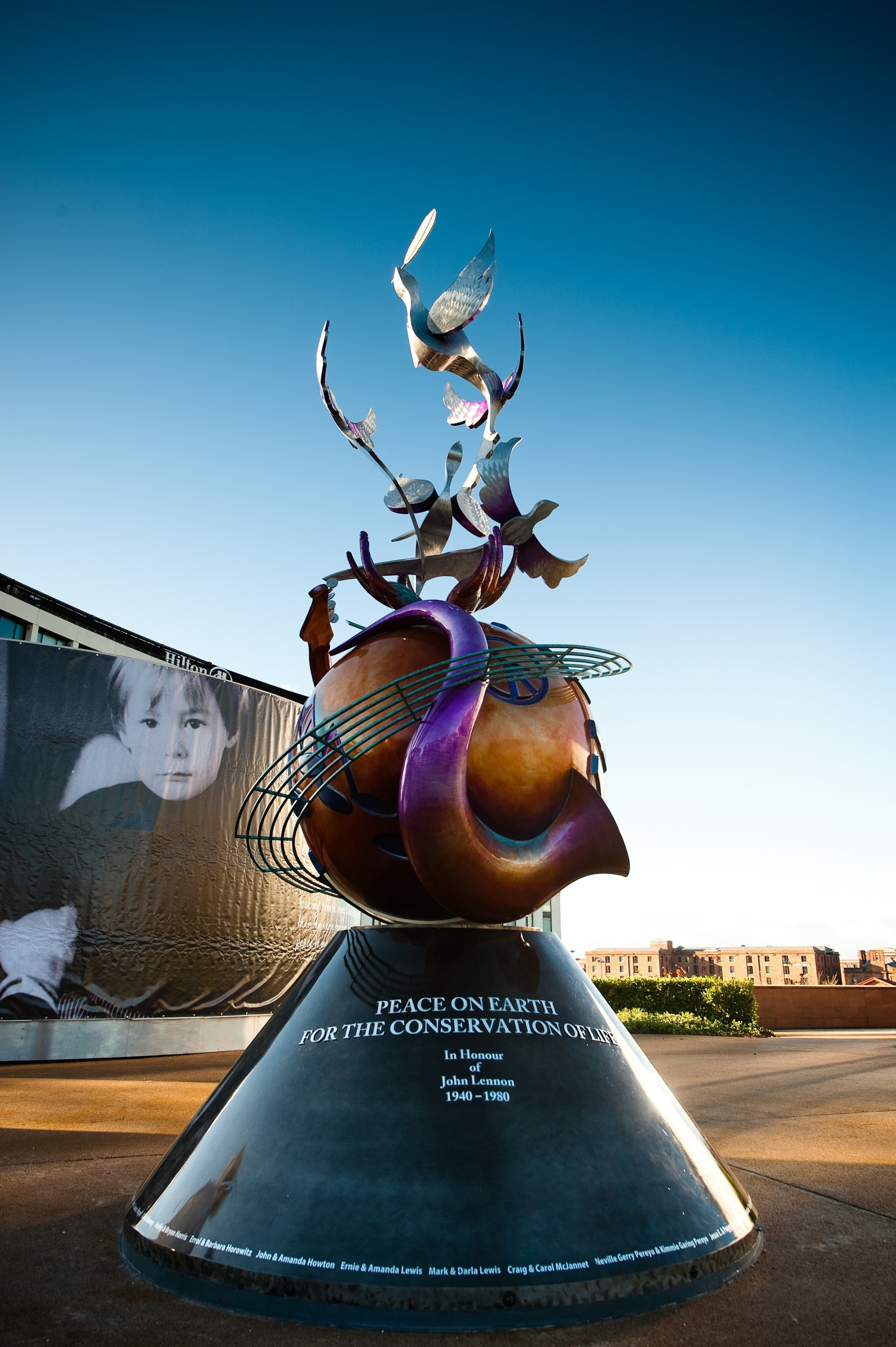
Monumetul Pacii ca tribut lui John Lennon

Istoricii muzicieni Schinder și Schwartz, scriind despre transformarea în stilurile muzicale care a avut loc între 1950 și 1960, spun că influența The Beatles nu poate fi exagerată; ei revoluționând sunetul, stilul și atitudinea muzicii și deschid uși spre rock and roll. Liam Gallagher, a cărui trupă, Oasis, este admiratoare a influenței The Beatles, îl identifică pe Lennon ca pe un erou, după care îi dă numele primului său copil, Lennon Gallagher ca și tribut.
În 2006, într-un articol din Guardian, Jon Wiener scrie: „Pentru oameni tineri în 1972, era înfiorător să-i vezi curajul lui Lennon de a da piept cu președintele Americii, Nixon. Acea dorință de a-și asuma riscurile cu cariera și viața sa, este un motiv pentru care oamenii încă îl admiră și astăzi.” 
Lennon continuă să fie jelit în toată lumea, și a fost subiectul a numeroase memoriale și tributuri. În 2010, pe când ar fi fost a 70-a aniversare a lui Lennon, monumentul „John Lennon Peace Monument” (Monumentul de Pace John Lennon) a fost dezvăluit în parcul Chavasee, Liverpool, de către Cynthia și Julian Lennon. Sculptura, intitulata Pace și Armonie poarta inscripția „Pace pe Pământ pentru păstrarea vieții - În onoarea lui John Lennon 1940-1980.”

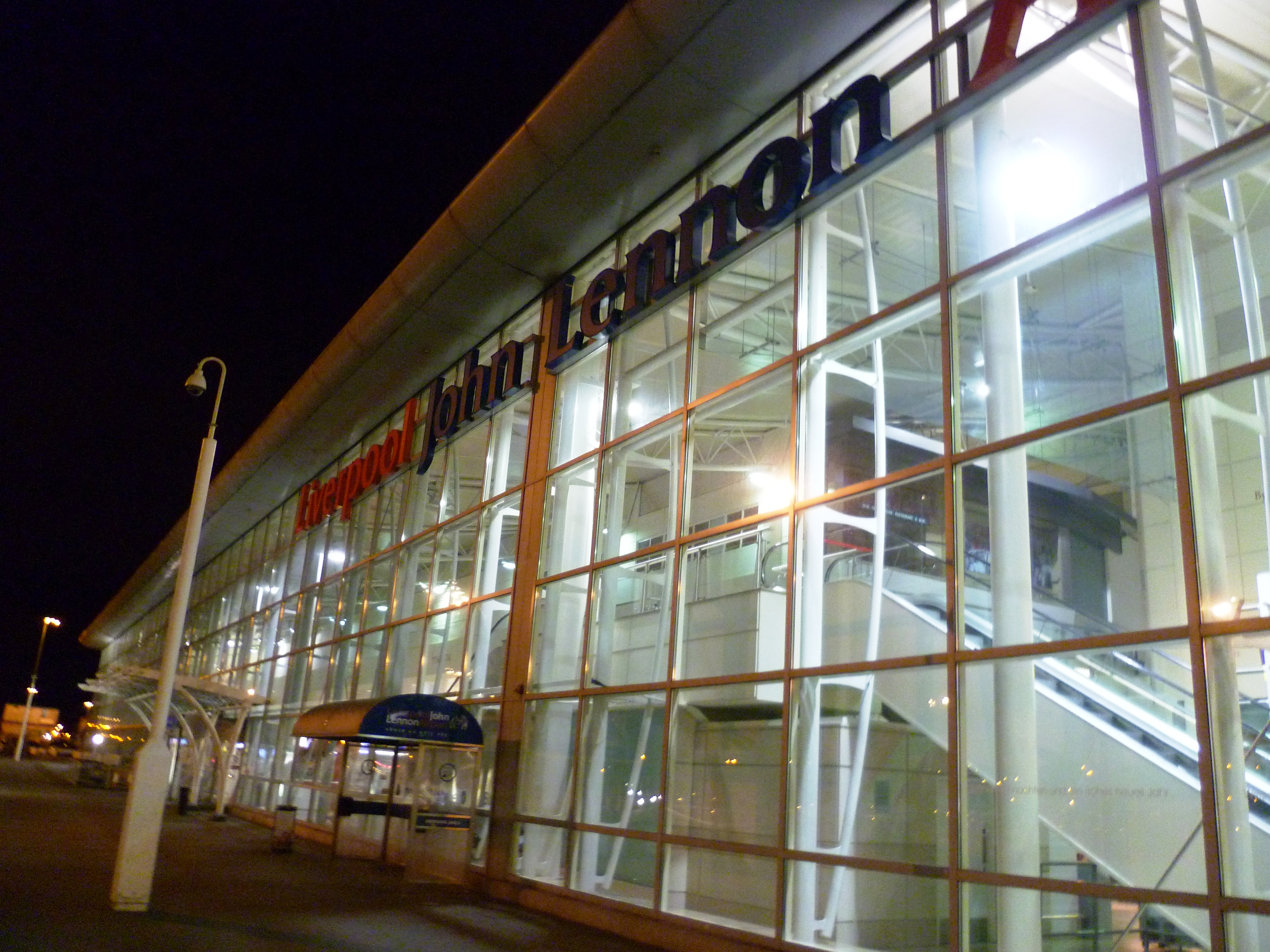
Aeroportul Liverpool John Lennon

### Premii și vânzări

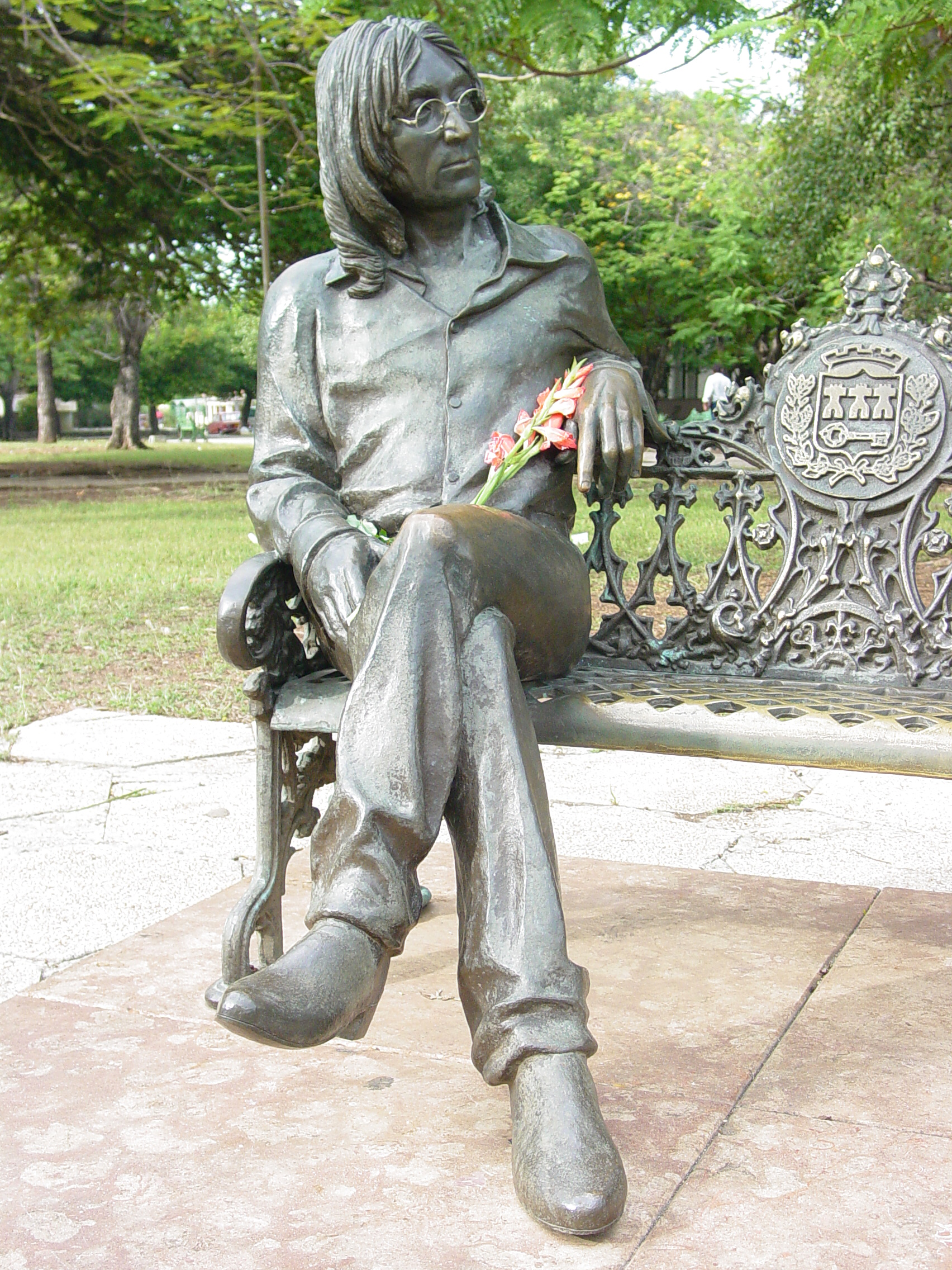

Parteneriatul Lennon-McCartney a fost ales drept cel mai influențabil și de succes al secolului 20. Fiind interpret, scriitor, sau co-scriitor, Lennon a avut 28 de single-uri în topul US Hot 100. Vânzările albumelor sale s-au înregistrat la aproximativ 14 milioane. Double Fantasy, apărut la puțin timp înainte de moartea lui, și cel mai bun album post-Beatles, trei milioane de transferuri în SUA, în 1981 a câștigat premiul Grammy pentru Albumul anului. În anul următor, premiul BRIT pentru contribuție remarcabilă în muzică a mers la Lennon. Participanții la un sondaj 2002 al BBC l-au votat al optulea pe Lista celor mai importanți britanici - cunoscuta „100 Greatest Britons".

## Discografie

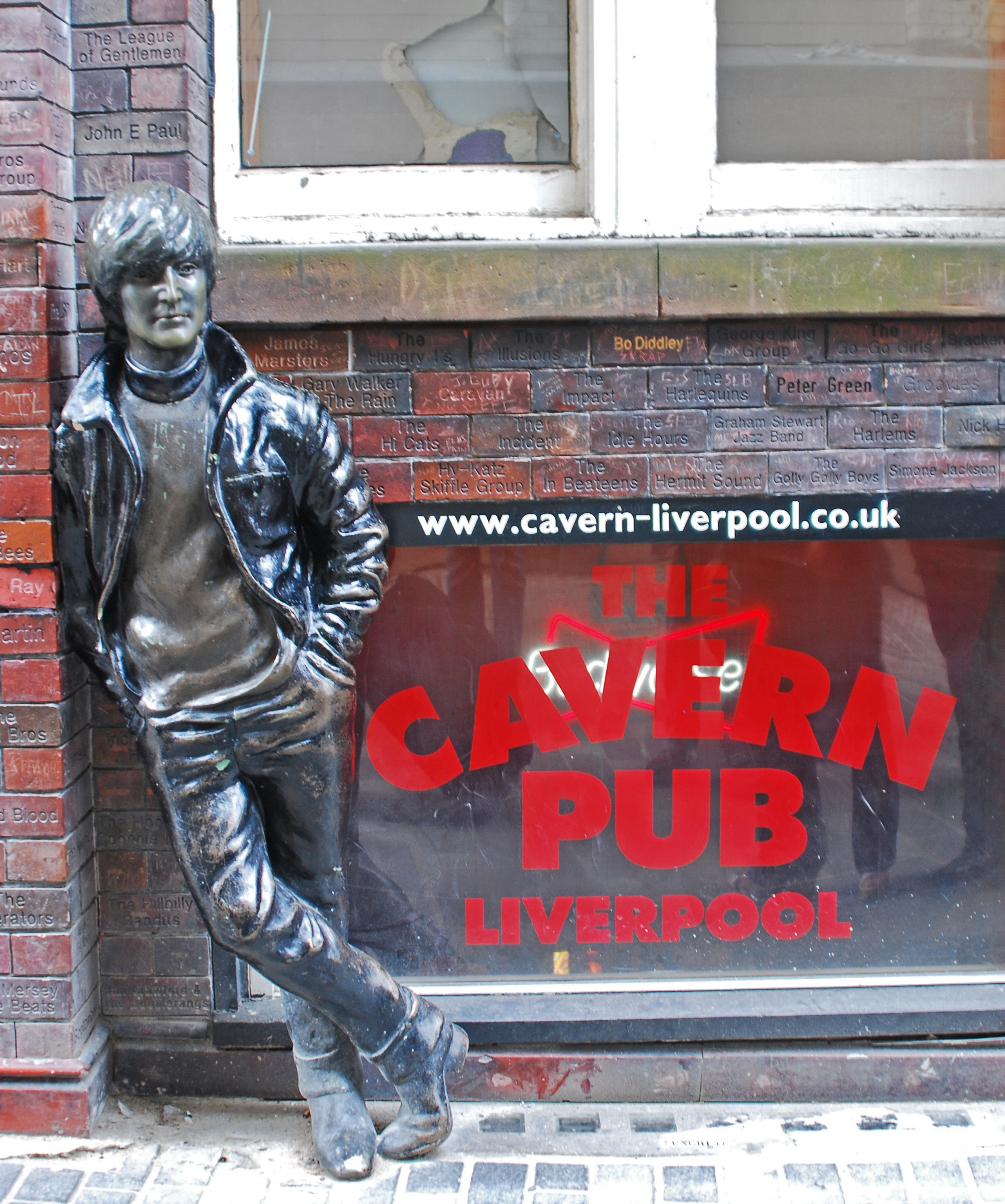

- Two Virgins (cu Yoko Ono) (incomplet - 1968)
- Life With The Lions (incomplet - 1969)
- Wedding Album (1969)
- Live Peace In Toronto (1969)
- Plastic Ono Band (1970)
- Imagine (1971)
- Sometime In New York City (cu Yoko Ono) (1972)
- Mind Games (1973)
- Walls And Bridges (1974)
- Rock 'n' Roll (1975)
- Shaved Fish (compilație - 1975)
- Double Fantasy  (1980)
- The John Lennon Collection (compilație - 1982)
- Milk And Honey (cu Yoko Ono) (1984)
- Live In New York City (1986)
- Menlove Avenue (compilație - 1986)
- Imagine-John Lennon (compilație - 1988)
- Lennon (compilație - 1990)
- Lennon Legend: The Very Best of John Lennon  (compilație - 1997)
- John Lennon Anthology (compilație - 1998)
- Wonsaponatime (compilație - 1998)
- Acoustic (compilație - 2004)
- Peace, Love & Truth (compilație - 2005)
- Working Class Hero: The Definitive Lennon (compilație - 2005)

## Cărți
- "Scrisorile lui John Lennon" - Miron Ghiu-Caia (ed.Humanitas 2003)

## Cele mai cunoscute cântece
1. "Give Peace A Chance" — , 1969
2. "Instant Karma!" — , 1970
3. "Imagine" — Imagine, 1971
4. "Jealous Guy" — Imagine, 1971
5. "Woman Is The Nigger Of The World" — Sometime In New York City, 1972
6. "Happy Xmas (War Is Over)" — , 1972
7. "Mind Games" — Mind Games, 1973
8. "Woman" — Double Fantasy, 1980